# Aleksandr Tvardovski
Aleksandr Trifonovici Tvardovski (în rusă Александр Трифонович Твардовский) (n. 8/21 iunie 1910, Zagorye⁠(d), Smolensk Uyezd⁠(d), gubernia Smolensk, Imperiul Rus – d. 18 decembrie 1971, Vatutinki⁠(d), Desyonovskoye Settlement⁠(d), RSFS Rusă, URSS) a fost un poet rus.